# Mano (Landes)
Mano é uma comuna francesa na região administrativa da Nova Aquitânia, no departamento de Landes. Estende-se por uma área de 32,27 km². Em 2010 a comuna tinha 123 habitantes (densidade: 3,8 hab./km²).